# Kredyt ratalny
Kredyt ratalny – kredyt konsumpcyjny spłacany zazwyczaj w okresie od 1 do 3 lat, przeznaczony na zakup towarów konsumpcyjnych, artykuły gospodarstwa domowego trwałego użytku czy pojazdy samochodowe.